# وال-له-فلکمون
وال-له-فلکمون (به فرانسوی: Vahl-lès-Faulquemont) یک کمون در فرانسه است که در Canton of Faulquemont واقع شده‌است.

## خصوصیات
وال-له-فلکمون ۶٫۱۸ کیلومترمربع مساحت و ۲۴۰ نفر جمعیت دارد و ۲۲۰ متر بالاتر از سطح دریا واقع شده‌است.